# Change Your Life
Change Your Life är en låt av den brittiska tjejgruppen Little Mix som släpptes den 3 februari 2013. Låtens genre är pop och R&B.